# RFC 1149

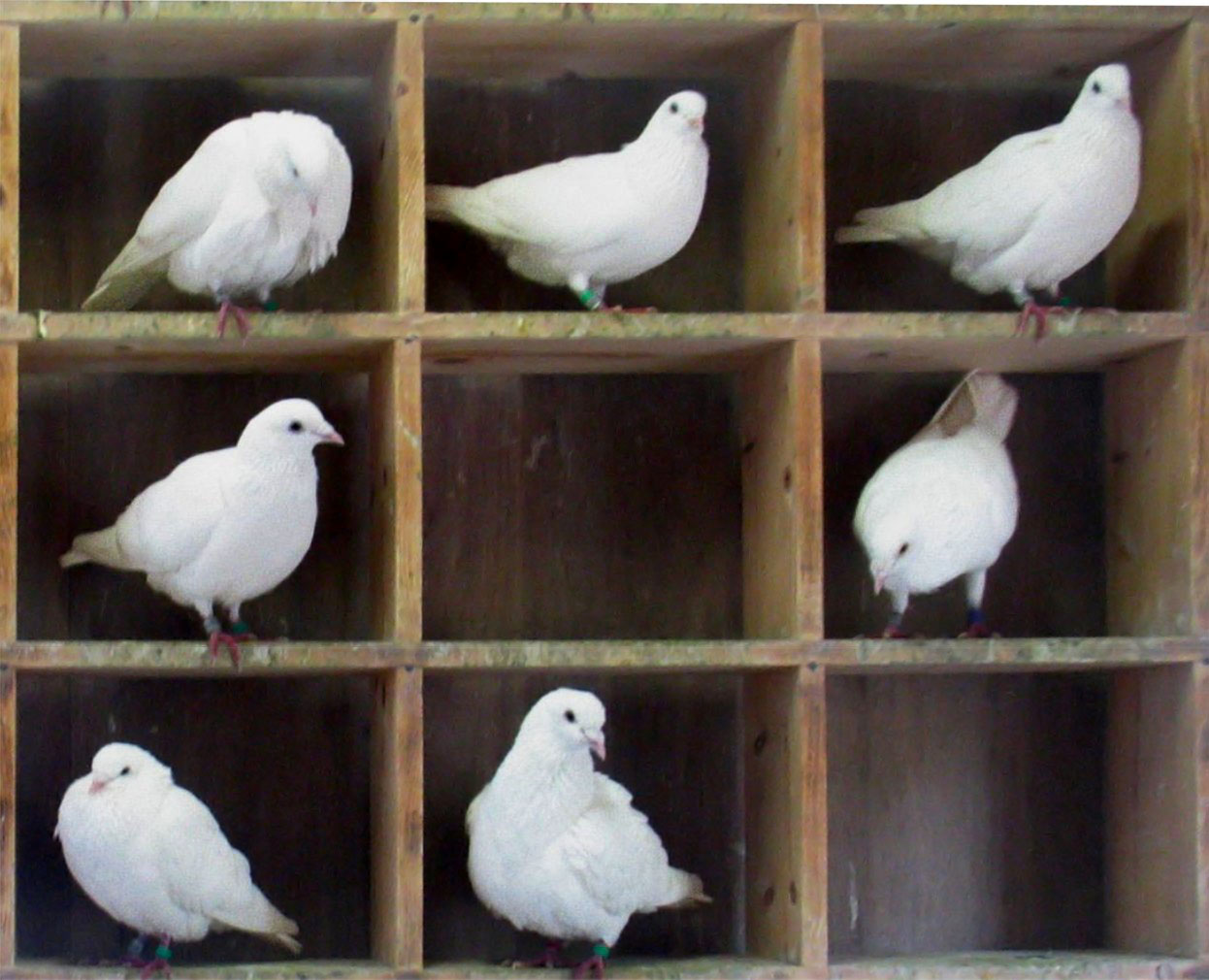
비둘기를 패킷 전달에 쓸 수 있다.

RFC 1149는 장난으로 작성된 RFC의 일종이다. 주 내용은 전서구(傳書鳩, 비둘기)를 이용하여 인터넷 프로토콜에서의 전송을 구현하는 것이다. D. Waitzman이 1990년 만우절에 작성하여 공표하였으며, 만우절 RFC의 하나이다.
11년이 지난 2001년 4월 28일, RFC 1149는 노르웨이 Bergen 리눅스 사용자 모임에 의해 실제로 구현되었다. 그들은 대략 5 km 떨어진 곳을 향해 9 개의 패킷을 보냈는데, 각 패킷은 하나의 핑 신호를 가지는 비둘기였다. 9 개의 패킷 중 4 개에 대한 반응을 받았다. 55%의 패킷 손실률을 기록했으며, 반응 시간은 3000에서 6000초로 많은 차이를 보였다. 이러한 손실 및 반응 시간의 특성은 이 RFC가 인터넷 상에서 널리 사용될 수는 없으리라는 것을 보여준다.
제안자인 Waitzman은 1999년 만우절에 보다 개선된 프로토콜을 RFC 2549(IP over Avian Carriers with Quality of Service)에서 제안하였다.

## 같이 보기
- RFC 2795
- 비둘기집 원리